# 김형기 (법조인)
김형기(金炯琪, 1929년 7월 13일 ~ 2023년 1월 31일)는 대한민국 대법원 판사를 역임한 법조인이다.

## 생애
1927년 대구광역시에서 태어난 김형기는 경북고등학교와 서울대학교 법학과를 졸업하고 1955년 제7회 고등고시 사법과에 합격해 1960년 대구지방법원 판사에 임용되었다. 문학과 고서화에 높은 안목을 가지고 있던 김형기는 서울형사지방법원, 서울민사지방법원, 서울고등법원 등에서 부장판사를 하다가 1981년에 임명된 서울형사지방법원장에 임명되었다. 법원장으로 재직하다가 김중서의 정년 퇴임으로 공적이 된 대법원 판사에 1984년 7월 20일 전두환 대통령에 의해 임명되었다.
서울고등법원 형사1부 소속 판사로 재직하던 1971년 6월에 1심에서 무죄선고를 받은 피고인에 대해 2회까지 구속만기 연기할 수 있는 법 규정에도 불구하고 3번째 구속 만기를 연기하는 등 5명의 구속 피고인에 대해 3번째 구속만기를 연장한 사실이 드러났다.
전두환 정부의 간첩 조작 사건으로 밝혀진 송씨 일가 간첩단 사건 재재 상고심에서 주심 대법원 판사를 맡은 이유로를 맡은 이유로  반헌법행위자열전편찬위원회가 2016년 11월 13일에 발표한 반헌법 행위자 명단에 포함되었다.
국가정보원 과거사 진상규명위원회 조사 결과에 의하면 "김형기는 대법원 판사로 임명된 직후인 1984년 8월3일에 서울고등법원 재파기 환송심 재판이 끝나기 전인데도 안기부 간부에게서 송씨 일가 사건에 대한 보고를 받았다"고 밝혔다.

## 주요 판결
- 서울형사지방법원 합의7부 재판장으로 재직하던 1972년 9월 27일에 필화사건으로 기소된 동아일보 의정부 주재기자 장봉진에게 공갈죄를 적용해 징역9월 집행유예1년을 선고하면서 반공법위반에 대해서는 "송고 시간이 급박했고 오보된 기사의 정정을 위해 노력한 점으로 보아 이적 목적을 인정할 수 없다"며 무죄를 선고했다.[6] 10월 4일  폭력행위 처벌에 관한 법률과 도로교통법위반으로 기소된 영화배우 박노식에 대해 "실형을 선고해야 마땅하나 연예계에서 차지하고 있는 위치나 반공극에 공헌한 점을 참작했다"며 징역10월 집행유예2년을 선고했다.[7] 12월 21일에 북한에서 의약업자를 하다가 귀순하여 국가보건원 직원들에게 국가시험 정답지를 20만원~100만원을 주고 빼낸 피고인 20명 중에서 1명만 무죄를 선고하고 징역1년~벌금5만원을 선고했다.[8] 1973년 5월 16일에 대한민국 제9대 국회의원 선거에서 서울 동대문 선거구 공화당 후보에게 사전 투표를 하여 구속된 피고인에게 징역1년6월~10월을 각각 선고했다.[9] 7월 24일에 일본에서 지내던 중에 북한 공작원에게 포섭되어 2차례 평양에서 밀봉교육을 받고 합작투자로 위장하여 국내 경제계, 군부 등에 침투하려 했던 재일교포 사와모도 산지(한국명 한삼차)에게 "사형을 선고해야 마땅하나 피고인이 일본에 귀화했고 인생의 황혼기에서 범죄사실을 모두 자백한 점 등을 참작했다"며 국가보안법, 반공법, 간첩죄를 적용해 무기징역을 선고했다.[10][11]
- 서울형사지방법원 항소2부 재판장으로 재직하던 1978년 8월 3일에 이리역 화약 열차 폭발사고로 1심에서 징역8월을 선고받은 한국화약 사장에게 벌금20만원을 선고하면서 한국화약 인천공장 공장장과 총무이사, 총무부장에게 징역8월 집행유예2년, 인천역 화물과장 징역8월 집행유예3년, 인천역 화물과 직원 징역6월 집행유예1년, 대한통운 인천지점 육운계 직원 벌금 10만원을 선고했다.[12]
- 서울고등법원 형사3부 재판장으로 재직하던 1980년 1월 19일에 대한민국 제8대 국회의원 선거때 선거 거부를 주장하다 기소된 전 서울대 학생 등 9명에게 무죄를 선고했다.[13] 2월 9일에 통혁당 재건과 정부 전복을 기도한 혐의로 구속되어 1심에서 징역15년 자격정지15년을 선고받은  지정관에게 징역7년 자격정지7년, 1심에서  실형을 선고받은 박현채와 양정규에게 각각 징역2년 자격정지2년 집행유예3년과 징역2년6월 자격정지2년6월 집행유예4년을 선고했다.[14] 2월 22일에 '옛 석굴암'이라는 상호로 공예품 판매업을 하면서 문공부 장관의 허가없이 자신의 소장품인 유형문화재 청자 등 이조 자기류 10점을 점포에 진열하거나 매매 목적으로 진열했다는 혐의로 1심에서 징역1년 집행유예2년을 선고받은 피고인에게 원심을 깨고 무죄를 선고했다.[15]
- 서울형사지방법원 합의11부 재판장으로 재직하던 1981년 2월 4일에 문공부 종무과장으로 있으면서 해외여행의 편의, 불교계 분규 수습에 있어 선처 등을 조건으로 불교계 관계자로부터 200여만원을 받아 구속된 한영수에게 특가법 뇌물죄를 적용해 징역1년6월 집행유예3년 추징금 217만원을 선고했다.[16] 4월 11일에 1965년 8월 남파된 삼촌에게 포섭되어 입북하여 노동당에 입당하고 남파돼 종로구청 세무과 직원으로 근무하면서 국가기밀 수집 등으로 간첩활동을 했던 정춘상에게 사형을 선고했다.[17] 정춘상의 사형은 1985년 10월에 집행되었다.
- 서울지방법원 동부지원 형사합의1부 재판장으로 재직하던 1998년 9월 25일에 만화가 이현세의 어머니를 살해하는 등 20여 차례에 걸쳐 강도, 강간 등을 했던 18세 피고인에게 "피고인들이 미성년이지만 잔혹한 범행으로 사회에 충격을 줬다며" 강도살인죄를 적용해 사형을 선고하면서 공범인 3명의 19살 소년에게 무기징역, 징역 12년 ~ 15년형 을 각각 선고했다.[18]